# ハロウィンIII
『ハロウィンIII』（ハロウィン3、Halloween III: Season of the Witch）は、1982年のアメリカ映画。ホラー映画であるハロウィンシリーズにおける第3作目の作品である。トミー・リー・ウォーレスが監督を務めた初の映画となった。
外伝作であり、『ハロウィン』の関連作品群のなかで唯一、マイケル・マイヤーズが登場しない。1作目（ハロウィン）と2作目（ハロウィンII）とはつながりの無い内容となっている。

## キャスト
- ダニエル・チャリス - トム・アトキンス
- エリー・グリムブリッジ - ステイシー・ネルキン（英語版）
- コナル・コクラン - ダン・オハーリー
- ラファティ - マイケル・カリー（英語版）
- バディ・カファー - ラルフ・ストレイト（英語版）